# تیم اورایلی
تیم اورایلی (به انگلیسی: Tim O'Reilly) (زادهٔ ۶ ژوئن ۱۹۵۴) بنیان‌گذار اوریلی مدیا و پشتیبان جنبش‌های نرم‌افزارهای آزاد و متن‌باز است.

## اندیشه‌ها و فعالیت‌ها

### ثبت اختراع نرم‌افزارها
در سال ۱۹۹۶ میلادی اورایلی ضد محدودیت ۱۰ ارتباط TCP/IP در ماشین‌های NT به مبارزه پرداخت. او با نوشتن نامه‌ای به وزارت دادگستری ایالات متحده آمریکا، بیل گیتز و سی‌ان‌ان ابزار نگرانی کرد که اینترنت هنوز نوپاست و ایجاد چنین محدودیت‌هایی می‌تواند قبل از اینکه اینترنت به رشد کامل برسد، به آن ضربه بزند.
در سال ۲۰۰۱ میلادی اورایلی با شرکت آمازون وارد درگیری حقوقی شد. او اعتراض‌نامه‌ای نسبت به ثبت اختراع سامانه یک-کلیک آمازون (به‌ویژه نسبت دادن آن به فعالیت‌های انتشارات بارنز اند نوبل) منتشر کرد. این اعتراضات با میانجی‌گری جف بزوس یکی از بنیان‌گذاران شرکت آمازون و اورایلی و با اصلاح ثبت اختراع حل شد.

### مغز جهانی
اورایلی معتقد است که اینترنت رفته‌رفته به یک مغز جهانی تبدیل می‌شود؛ یک شبکهٔ هوشمند از افراد و ماشین‌ها که به‌عنوان سیستم عصبی سیارهٔ زمین عمل می‌کنند. او می‌گوید این رخداد به این دلیل اتفاق می‌افتد که انسان‌ها از تکنولوژی به‌عنوان رسانهٔ اجتماعی استفاده کرده و روزبه‌روز بیشتر از اشیاء در اینترنت استفاده می‌کنند.